# Absolute Christmas
Absolute Christmas, kompilation i serien Absolute Christmas udgivet i 1996. 

## Spor

### Disc 1
1. Queen – "Thank God It's Christmas"
2. John Lennon & Yoko Ono-The Plastic Ono Band – "Happy Xmas (War Is Over)"
3. Mel & Kim – "Rockin' Around the Christmas Tree"
4. Band Aid – "Do They Know It's Christmas?"
5. Carnie & Wendy Wilson – "Jingle Bell Rock"
6. Boney M – "Mary's Boy Child"
7. Søs Fenger & Thomas Helmig – "Når Sneen Falder"
8. José Feliciano – "Feliz Navidad"
9. Whigfield – "Last Christmas"
10. Diana Ross & The Supremes – "Santa Claus Is Coming to Town"
11. Roger Whittaker – "The Little Drummer Boy"
12. Gnags – "Julesang"
13. Paul McCartney – "Wonderful Christmastime"
14. Otto Brandenburg – "Søren Banjomus"
15. Slade – "Merry Xmas Everybody"
16. Diskofil – "Julebal i Nisseland"

### Disc 2
1. Nat 'King' Cole – "The Christmas Song (Merry Christmas to You)"
2. Bing Crosby – "Let It Snow! Let It Snow! Let It Snow!"
3. David Essex – "A Winter's Tale"
4. Roy Wood with Wizzard – "I Wish It Could Be Christmas Everyday"
5. Chris de Burgh – "A Spaceman Came Travelling"
6. Gheorghe Zamfir – "Jingle Bells"
7. Diana Ross – "Silent Night"
8. Dionne Warwick – "It's Beginning to Look a Lot Like Christmas"
9. Roger Whittaker – "White Christmas"
10. Beach Boys – "Little St. Nick"
11. Cliff Richard – "Mistletoe & Wine"
12. Donna Summer – "O Holy Night"
13. Shu-bi-dua – "Rap Jul"
14. Elvis Presley – "I'll Be Home for Christmas"
15. Chris Rea – "Driving Home for Christmas"
16. Lars Lilholt Band – "Jul i Ingenmandsland"